# Migidae
Famille
Les Migidae sont une famille d'araignées mygalomorphes.

## Distribution

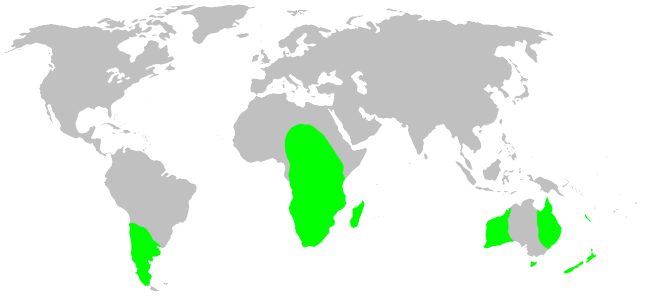
Distribution

Les espèces de cette famille se rencontrent  en Afrique subsaharienne, en Océanie et dans le Sud de l'Amérique du Sud.

## Description
Ces mygales ont des chélicères sans râteau. Elles construisent des toiles tubulaires.

## Paléontologie
Cette famille n'est pas connue à l'état fossile.

## Taxonomie
Cette famille rassemble 97 espèces dans onze genres.

## Liste des genres
Selon World Spider Catalog (version 17.5, 21/09/2016) :
- Bertmainius Harvey, Main, Rix & Cooper, 2015
- Calathotarsus Simon, 1903
- Goloboffia Griswold & Ledford, 2001
- Heteromigas Hogg, 1902
- Mallecomigas Goloboff & Platnick, 1987
- Micromesomma Pocock, 1895
- Migas L. Koch, 1873
- Moggridgea O. Pickard-Cambridge, 1875
- Paramigas Pocock, 1895
- Poecilomigas Simon, 1903
- Thyropoeus Pocock, 1895

## Publication originale
- Simon, 1892 : Histoire naturelle des araignées. Paris, vol. 1, p. 1-256 (texte intégral).